# توماس اندراده
توماس اندراده (انگلیسی: Tomás Andrade؛ زادهٔ ۱۶ نوامبر ۱۹۹۶) بازیکن فوتبال اهل آرژانتین است.
از باشگاه‌هایی که در آن بازی کرده‌است می‌توان به باشگاه فوتبال ریور پلاته و باشگاه فوتبال ای‌اف‌سی بورنموث اشاره کرد.
وی همچنین در تیم ملی فوتبال Argentina U17 بازی کرده‌است.